# Lươn sói
Anarrhichthys ocellatus là một loài động vật thuộc họ Anarhichadidae. Chúng ăn động vật giáp xác, cầu gai, sò, nghêu và một số loài cá, chúng nghiền với hàm mạnh mẽ của chúng. Chúng có thể phát triển đến kích cỡ 203 cm (80 in), 18,6 kg (41 lb) và được tìm thấy ở phía bắc Thái Bình Dương, từ vùng biển Nhật Bản và quần đảo Aleutian tới miền bắc California. Chúng có nơi cư ngụ trên rạn đá ngầm hoặc thềm đá từ nông sâu đến trung bình, chọn một lãnh thổ trong một kẽ hở, hang trong đá. Cá trưởng thành tò mò và thân thiện và hiếm khi hung hăng, nhưng có khả năng cắn gây đau đớn đối với con người. Thịt cá này có màu trắng có thể ăn được, ngọt và mặn.